# Irska funta
Irska funta, ISO 4217: IEP je bila službeno sredstvo plaćanja u Irskoj. Označavala se simbolom £ ili IR£, a dijelila se na 100 penija.
Irska funta zamijenjena je eurom 2002. u omjeru 1 euro = 0,787564 funti.
U optjecaju su bile kovanice od ½, 1, 2, 5, 10, 20 i 50 penija, te od 1 funte, i novčanice od 5, 10, 20, 50 i 100 funti.